# 水谷 (富士見市)
水谷（みずたに）は、埼玉県富士見市の町名。現行行政地名は水谷一丁目および二丁目。住居表示未実施地区。郵便番号は354-0014。

## 地理
富士見市の南部の武蔵野台地上に位置する。東武東上線みずほ台駅東口からもほど近い。主に住宅地となっている。

## 歴史

### 沿革
- 1978年（昭和53年）10月1日 - 土地区画整理事業により[5]、大字水子の一部から水谷一丁目および二丁目が成立[4]。名称はかつての水谷村の中心地に位置することから。

## 世帯数と人口
2017年（平成29年）9月30日現在の世帯数と人口は以下の通りである。
| 丁目       | 世帯数  | 人口    |
| ---------- | ------- | ------- |
| 水谷一丁目 | 543世帯 | 1,182人 |
| 水谷二丁目 | 245世帯 | 551人   |
| 計         | 788世帯 | 1,733人 |

## 小・中学校の学区
市立小・中学校に通う場合、学区（校区）は以下の通りとなる。
| 丁目       | 番地 | 小学校                   | 中学校               |
| ---------- | ---- | ------------------------ | -------------------- |
| 水谷一丁目 | 全域 | 富士見市立水谷小学校     | 富士見市立本郷中学校 |
| 水谷二丁目 | 全域 | 富士見市立みずほ台小学校 | 富士見市立本郷中学校 |

## 交通
道路
- 埼玉県道266号ふじみ野朝霞線

## 施設
- 富士見市立水谷小学校
- 富士見市役所水谷出張所
- みずほ東公園
- 水谷公民館[4]